# تشاد ستاهيلسكي
تشاد ستاهيلسكي (بالإنجليزية: Chad Stahelaski)‏ (ولد في 20 سبتمبر 1968، بالمر، الولايات المتحدة) هو مخرج أمريكي ورجل أعمال ومؤدي مشاهد خطيرة ومنسق مشاهد خطيرة ومخرج وحدة ثانية ومجازف.
تزوج من هايدي موني مبكرًا ولكنهما انفصلا في عام 2018 وحيث أنه شارك براندون لي في العديد من أفلام الأكشن وعمل كشريك له ولأفلامه مثل المجازفات والأعمال الخطرة.

## الحياة الشخصية
تشاد ولد من اب و ام امريكيان من أصول إنجليزية حيث والده كان (غاري ستاهيلسكي) و والدته (كاثلين دايموند ستاهيلسكي) حيث عمل تشاد شريكا ل كيانو ريفز بعد وفات صديقه وشريكة السابق براندون لي حيث عمل شريكا له ولأعماله إلى أن أصبح شريكا لكيانو حيث أصدروا أول فيلم لهم هو جون ويك (مع باقي الأجزاء الأخرى) إلى أن شراكتهم مستمرة للأن ويتطلعون إلى إنشاء المزيد من المشاريع القادمة منها جون ويك 5 التي أعلنت عنه شركة ليونزغيت.